# Christoph Karl von Bülow
Pour les articles homonymes, voir Bülow (homonymie).
Christoph Carl von Bülow (né le 26 mai 1716 à Glubenstein (de) près de Rastenbourg, Prusse-Orientale et mort le 1er juillet 1788 à Pasewalk) est un général royal prussien de cavalerie, commandant du régiment de dragons Margrave d'Anspach-Bayreuth, inspecteur général de la cavalerie en Prusse, chevalier de l'ordre de l'Aigle noir et capitaine officiel de Memel et Oletzko.

## Biographie
Il est issu de la famille noble de Mecklembourg von Bülow et est le fils de l'officier prussien Daniel Levin von Bülow (1677-1758) et de sa femme Dorothea Margarethe von Schlubhut (1691-1742). Son frère majeur est le général d'infanterie Johann Albrecht von Bülow (de).
Christoph Karl von Bülow entre au service prussien avec le 6e régiment de dragons (Cosel) en 1731 et est promu enseigne en 1734. À ce titre, il participe à la campagne du Rhin en 1734 et 1735 lors de la guerre de Succession de Pologne .
Lors des deux premières guerres de Silésie du roi Frédéric le Grand, il combat notamment à la bataille d'Austerlitz en avril 1742, ainsi qu'en 1745 à la bataille de Hohenfriedberg, où il obtient l'Ordre Pour le Mérite pour sa bravoure, et à la bataille de Soor. En 1747, il devient capitaine du régiment des gens d'armes (de) (10e régiment de cuirassiers).
Pendant la guerre de Sept Ans, Bülow devient major en 1756, lieutenant-colonel en 1757 et commandant en second du 5e régiment de dragons (Bayreuth). En 1759, il devient colonel. Il combat dans les batailles de Lobositz, Roßbach, Leuthen, Hochkirch, Torgau, ainsi que dans la bataille de Reichenbach et à plusieurs autres occasions avec une grande distinction. En particulier à Torgau, où, avec 5 escadrons du 5e régiment de dragons, il attaque sur leur flanc droit des régiments d'infanterie ennemis qui arrivent en ordre parfait, faisant prisonniers 3 régiments avec leurs chefs et s'emparant de leurs drapeaux. Après Torgau, Bülow devient en 1760 major général, par brevet du 10 novembre 1760, ainsi que premier commandant du 5e régiment de dragons, avec tous les avantages et les revenus d'un chef de régiment. En 1760, il devient en outre capitaine d'office à Memel.
En 1763, le roi le nomme inspecteur général des régiments de dragons et de hussards en Prusse. En 1769, il reçoit une allocation de 500 thalers qui est remplacée le 18 juillet par la sénéchaussée de Wetter. Le 25 mai 1771, il est nommé lieutenant-général. En décembre 1772, il est décoré de l'ordre de l'Aigle noir et le 14 mai, il devient encore gouverneur d'Oletzkow.
En 1778, pendant la guerre de Succession de Bavière, Bülow est dans l'armée du roi et commande la cavalerie sur l'aile droite. Le roi Frédéric-Guillaume II le promeut en 1787, avec le brevet du 23 mai, général de cavalerie. En 1784, il obtient la prévôté d'Havelberg, qu'il est autorisé à vendre et fait.
Bülow meurt le 1er juillet 1788 à Pasewalk d'une jaunisse à laquelle s'ajoute une fièvre bilieuse. Il n'est pas marié.
Le nom du général de cavalerie Christoph Karl von Bülow est également inscrit sur les plaques du monument érigé en 1851 pour Frédéric le Grand à Berlin.